# 1963 en Irlande
Chronologie de l'Irlande
- 1959
- 1960
- 1961
- 1962
- 1963
- 1964
- 1965
- 1966
- 1967

Cette page liste des évènements de l'année 1963 en Irlande.

## Décès
- 3 septembre : Louis MacNeice meurt à l'âge de 55 ans. Écrivain et producteur pour la BBC de 1947 à 1961, il est un des plus prolifiques et des plus influents poètes irlandais du XXe siècle[1].